# ليودميلا سامسونوفا
ليودميلا سامسونوفا (مواليد 11 نوفمبر 1998) هي لاعبة تنس محترفة روسية، أعلى تصنيف لها في الفردي كان ال25 في مايو 2022.

## روابط خارجية
- ليودميلا سامسونوفا على موقع رابطة محترفات التنس (الإنجليزية)
- ليودميلا سامسونوفا على موقع الاتحاد الدولي لكرة المضرب (الإنجليزية)
- ليودميلا سامسونوفا على موقع كأس بيلي جين كينغ (الإنجليزية)
- ليودميلا سامسونوفا على موقع بطولة ويمبلدون (الإنجليزية)
- ليودميلا سامسونوفا على موقع خلاصة التنس.كوم (الإنجليزية)
- ليودميلا سامسونوفا على موقع إي إس بي إن.كوم (الإنجليزية)